# Puntsagiin Jasrai
Puntsagiin Jasrai (Пунцагийн Жасрай ; né dans le sum Bugat de la province Govi-Altay (Mongolie) le 26 novembre 1933 et mort le 25 octobre 2007) est un homme politique mongol, Premier ministre du 21 juillet 1992 au 19 juillet 1996.